# Xiangda Xiang
Xiangda Xiang (kinesiska: 象达, 象达乡) är en socken i Kina. Den ligger i provinsen Yunnan, i den sydvästra delen av landet, omkring 410 kilometer väster om provinshuvudstaden Kunming. Antalet invånare är 33 829. Befolkningen består av 15 509 kvinnor och 18 320 män. Barn under 15 år utgör 22,0 %, vuxna 15-64 år 68 %, och äldre över 65 år 9,0 %.
Genomsnittlig årsnederbörd är 1 454 millimeter. Den regnigaste månaden är juli, med i genomsnitt 413 mm nederbörd, och den torraste är januari, med 6 mm nederbörd.